# Муниципальное образование «Гаханы»
Муниципальное образование «Гаханы» — сельское поселение в Баяндаевском районе Иркутской области Российской Федерации.
Административный центр — деревня Бадагуй.

## История
Статус и границы сельского поселения установлены Законом Усть-Ордынского Бурятского автономного округа от 30 декабря 2004 года № 67-оз «О статусе и границах муниципальных образований Аларского, Баяндаевского, Боханского, Нукутского, Осинского, Эхирит-Булагатского районов Усть-Ордынского Бурятского автономного округа».

## Население
| 2010 | 2011 | 2012 | 2013 | 2014 | 2015 | 2016 |
| ---- | ---- | ---- | ---- | ---- | ---- | ---- |
| 500  | ↘498 | ↘487 | ↗488 | ↘474 | ↗479 | ↘478 |
| 2017 |      |      |      |      |      |      |
| ↗482 |      |      |      |      |      |      |

## Состав сельского поселения
| № | Населённый пункт | Тип населённого пункта          | Население |
| - | ---------------- | ------------------------------- | --------- |
| 1 | Бадагуй          | деревня, административный центр | ↘274      |
| 2 | Идыгей           | деревня                         | ↘94       |
| 3 | Каменка          | деревня                         | ↘2        |
| 4 | Маралтуй         | деревня                         | ↗59       |
| 5 | Молой            | деревня                         | ↘58       |